# Berlin-Pankow (stacja kolejowa)
Berlin-Pankow – stacja kolejowa na liniach S2, S8 i S9 S-Bahn oraz stacja początkowa metra w dzielnicy Pankow, w okręgu administracyjnym Pankow na linii U2.
Stacja kolejowa została otwarta w 1880 roku, zaś w 2000 otwarto podziemną stację metra.